# Maklowiusz
Święty Maklowiusz biskup Aleth, łac.: Sanctus Maclovius, także znany jako: Machutus, Malo, Maclou, Mac'h Low, (wal.: Sant Malo, bret.: Sant Maloù), ur. 27 marca 487 r. (lub ok. 520 r.) w Glamorgan, wówczas Gwent (Walia), zm. 15 listopada 565 r. lub ok. 620, 640 lub 649 w Archingeay, wówczas Archambiac (Francja) – mnich i biskup czczony w katolicyzmie i prawosławiu, jeden z Siedmiu Założycieli Bretanii.

## Legenda
Jego imię miało pochodzić od staro-bretońskich słów: Mac'h i Low, co oznacza Łaska Światła. Został ochrzczony przez św. Brendana i był jego duchowym uczniem w walijskim opactwie Llancarfan. Św. Brendan miał widzenie, w czasie którego anioł polecił mu wyruszyć w podróż do „Błogosławionej Wyspy”. W tę podróż Brendan zabrał ze sobą kilku mnichów, m.in. Maklowiusza. Po siedmiu latach żeglugi wylądowali na wyspie Cézembre u wybrzeży Bretanii, a potem Maklowiusz zamieszkał w Aleth (obecnie Saint-Servan, część miasta Saint-Malo), gdzie został uczniem świątobliwego opata i pustelnika Aarona, któremu wytrwale pomagał w pracy misyjnej. Po śmierci Aarona w 544 r. Maklowiusz został pierwszym biskupem Aleth. Gdy się zestarzał, przeniósł się do Archambiac, gdzie poświęcał się modlitwie i umartwieniom i gdzie zmarł w niedzielę, w opinii świętości. Jego ciało przewieziono do Anglii, a w krótkim czasie relikwie świętego trafiły do kościołów w Paryżu, Rouen, Brugii, Pontoise, Montreuil-sur-Mer, Conflans-Sainte-Honorine i kilku innych miast.
Dzisiejsze miasto Saint-Malo wyrosło wokół założonego przez św. Maklowiusza klasztoru i nazwane zostało jego imieniem (w wersji francuskiej).
W ikonografii przedstawiany jako opat lub biskup. Jego atrybutami są: mitra, pastorał, księga, klasztor.

## Dzień obchodów
Martyrologium Rzymskie poświęca Maklowiuszowi  wspomnienie liturgiczne w dniu 15 listopada.

## Patronat
Jest patronem Bretanii, Saint-Malo, świniopasów i hodowców świń. Miejscem, gdzie jest szczególnie czczony jest miasto Saint-Malo oraz cała Bretania. Jest jednym z "Siedmiu Założycieli Bretanii", a Saint-Malo jest jednym z siedmiu etapów trasy pielgrzymkowej, poświęconej miejscom kultu Założycieli, zwanym w jęz. bretońskim Tro Breizh (Okrążenie Bretanii).

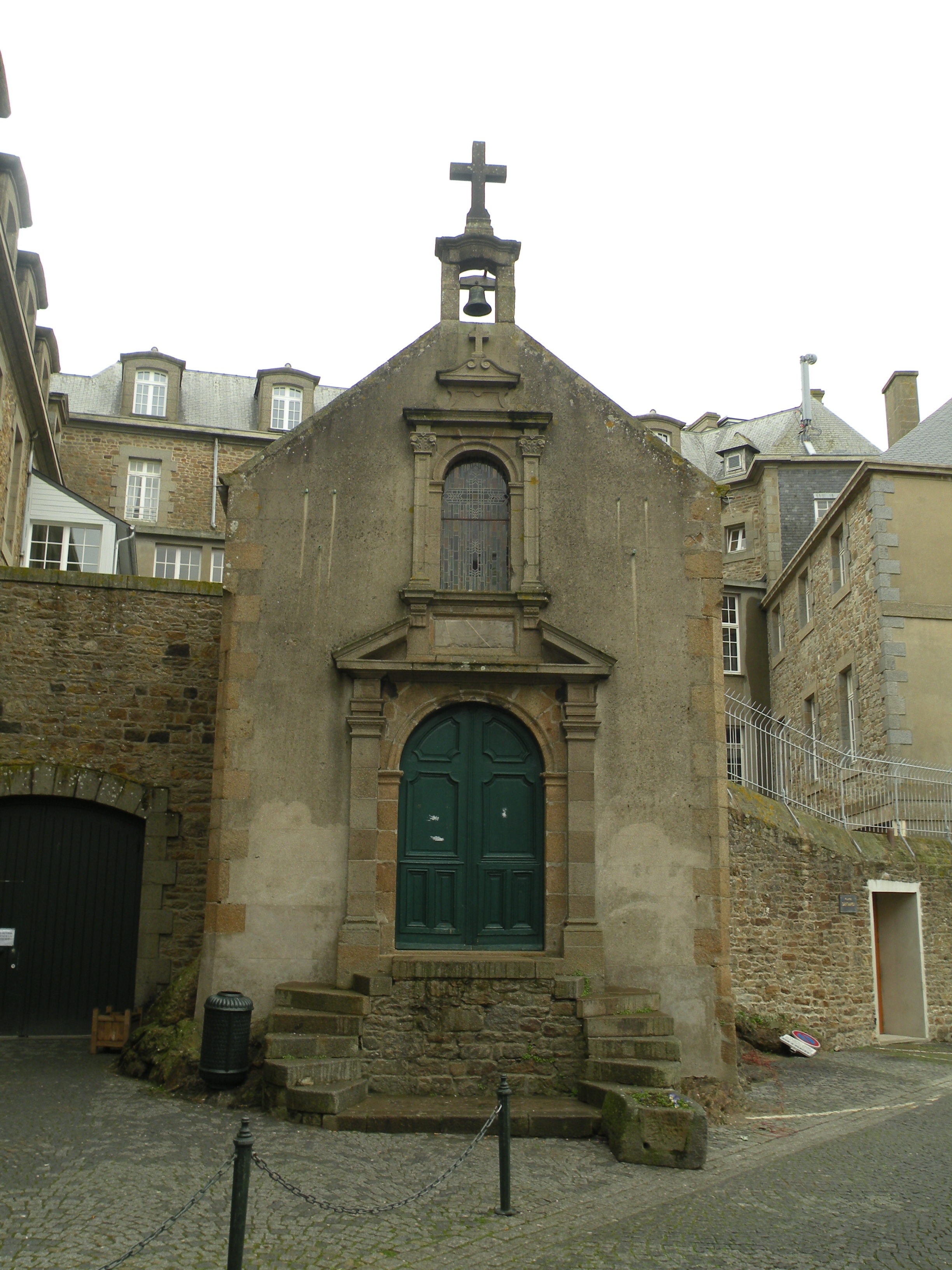
Kaplica św. Aarona w Saint-Malo
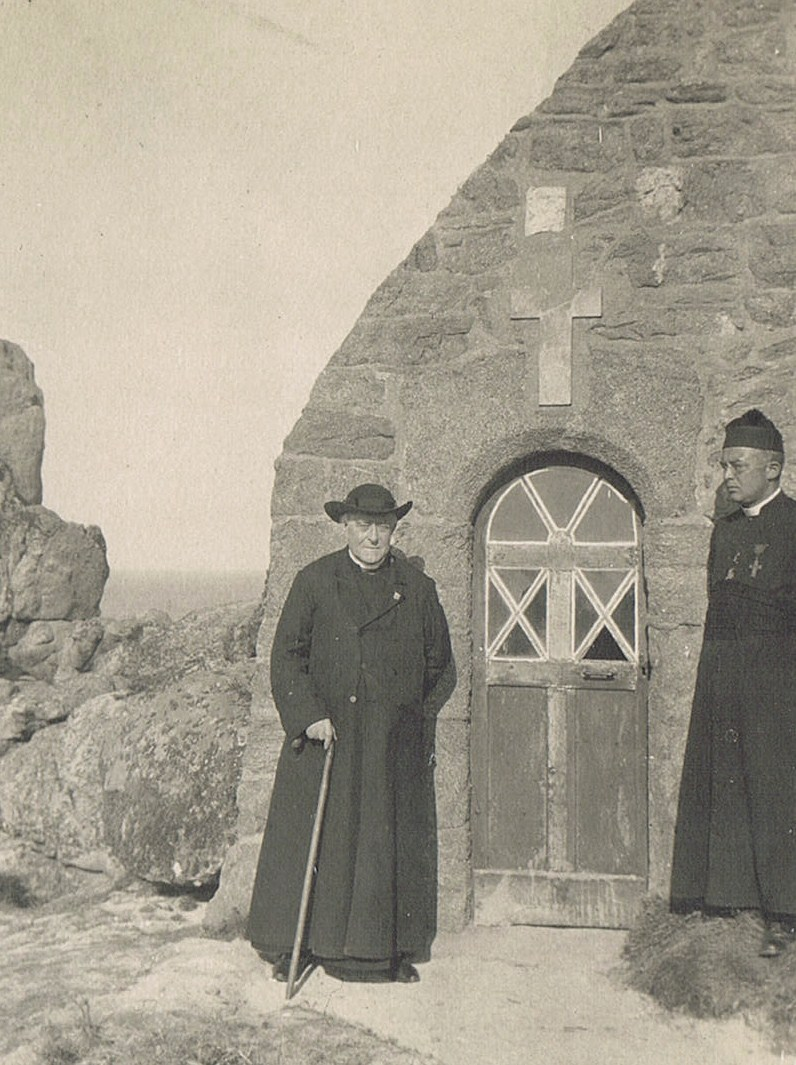
Kaplica św. Brendana (dziś nieistniejąca) na wyspie Cézembre
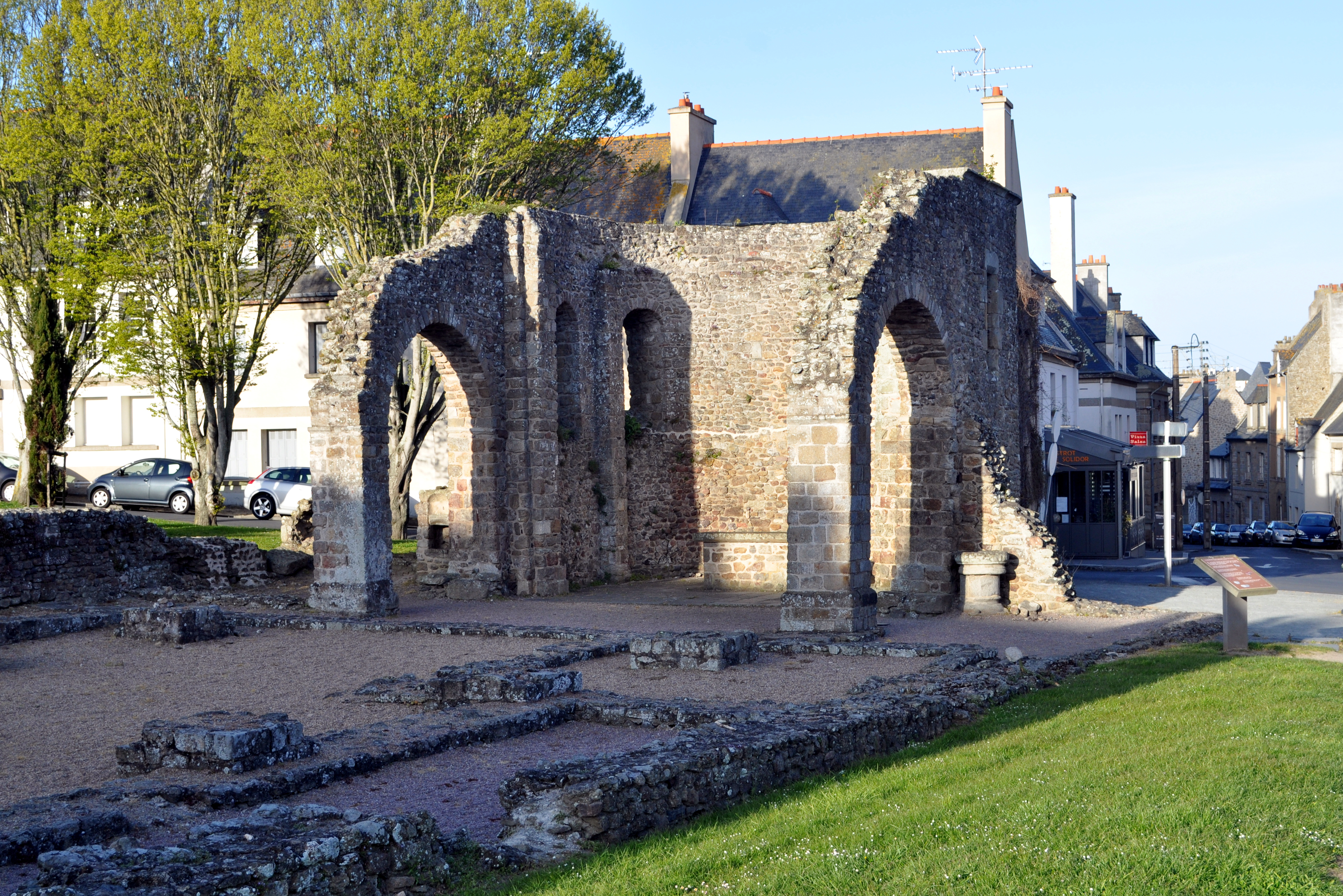
Ruiny katedry dawnego biskupstwa Aleth w Saint-Servan
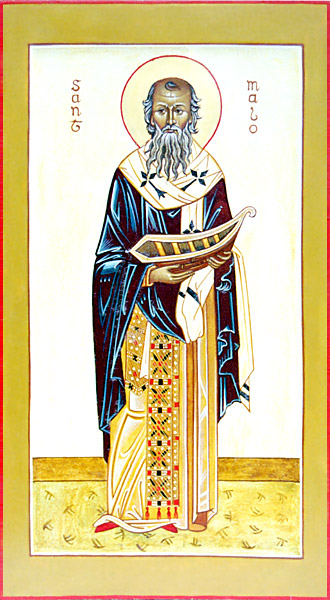
Prawosławna ikona św. Maklowiusza